# بیل پولمن
بیل پولمن (انگلیسی: Bill Pullman؛ زاده ۱۷ دسامبر ۱۹۵۳) هنرپیشه اهل ایالات متحده آمریکا است. وی از سال ۱۹۸۶ میلادی تاکنون مشغول فعالیت بوده‌است.

## گزیده فیلم‌شناسی
از فیلم‌ها و یا برنامه‌های تلویزیونی که وی در آن نقش داشته است، می‌توان به روز استقلال، جهانگرد اتفاقی، بزرگراه گمشده، کینه، سامرزبای و طاووس، روز استقلال: بازخیز ، دستپاچه، اعداد شانس، وقتی تو خواب بودی، قصر ویران‌شده، عناد، تو منو کشتی، افراط آمریکایی، وایت ایرپ، لیگ خودشان، ایگبی به پایین می‌رود، تأثیر صفر، فیبی در سرزمین عجایب، ریک، رقابت خواهر و برادر، پسر نوبل، شوک بطری، گناهکار، آسمان سرخ، لولا در مقابل، فرشته روشن و کمدی سکسی ریو اشاره کرد.